# 香南かがみインターチェンジ
香南かがみインターチェンジ（こうなんかがみインターチェンジ）は、高知県香南市香我美町徳王子にある高知東部自動車道（南国安芸道路）のインターチェンジである。
南国安芸道路の通行料金は無料であるため、料金所はなし。早くから着工されていたためインターチェンジ自体はほぼ完成している。計画段階では、香我美インターチェンジ（かがみインターチェンジ）として計画されていた。

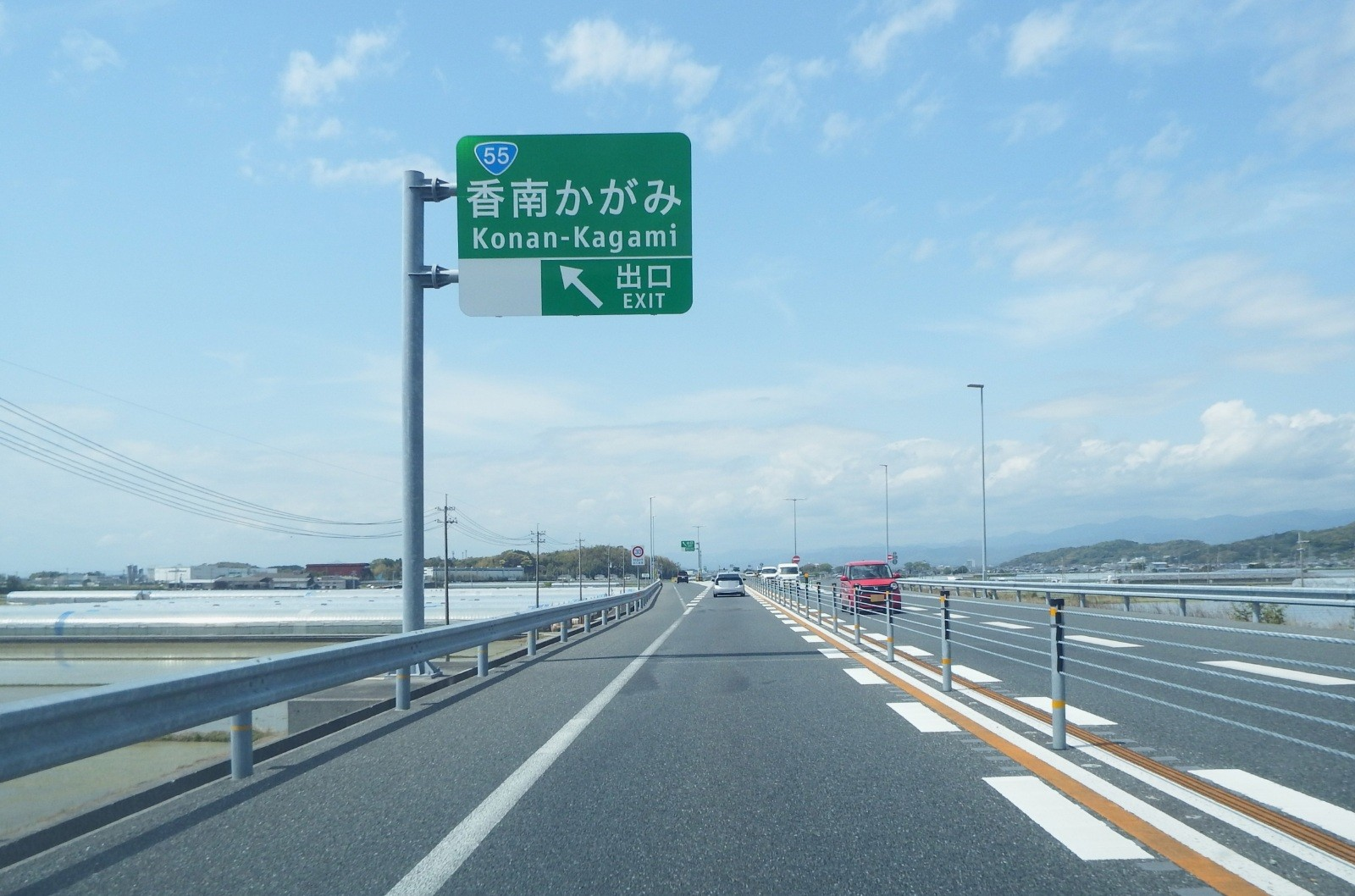
上り線出口

## 歴史
- 2010年（平成22年）10月14日 : 当ICの名称を「香我美IC」から「香南かがみIC」で正式決定[1]。
- 2013年（平成25年）2月17日 : 香南かがみIC - 香南やすIC間開通に伴い供用開始。
- 2014年（平成26年）3月9日 : 香南のいちIC - 香南かがみIC間開通[2]。

## 接続する道路
- 高知県道227号山北岸本停車場線

## 周辺
- 香我美駅 （土佐くろしお鉄道ごめん・なはり線）
- 香南市立岸本小学校
- 陸上自衛隊高知駐屯地

## 隣
E55 高知東部自動車道（南国安芸道路）
(5) 香南のいちIC - (6) 香南かがみIC - (7) 香南やすIC